# Etha flavocoxata
Etha flavocoxata är en stekelart som beskrevs av Jonathan 2000. Etha flavocoxata ingår i släktet Etha och familjen brokparasitsteklar. Inga underarter finns listade i Catalogue of Life.